# Apocrita
De Apocrita zijn een onderorde van vliesvleugelige insecten (Hymenoptera) (zie ook wesp). Het belangrijkste gemeenschappelijke kenmerk is de wespentaille of petiolus. Deze wordt gevormd door een deel van het eerste achterlijfssegment, soms in combinatie met het tweede achterlijfssegment.

## Kenmerken
Het abdomen (achterlijf) van de Apocrita bestaat, anders dan bij de meeste insecten, uit twee delen. Het voorste deel, bestaande uit één segment, wordt propodeum genoemd en is met de thorax (borststuk) vergroeid. Thorax en propodeum samen worden mesosoma (middenlijf) genoemd. Het achterste deel, bestaande uit de overige achterlijfssegmenten, wordt metasoma of gaster genoemd. Het propodeum is naar achteren sterk versmald en vormt zo de petiolus. Het scharnierpunt van het achterlijf ligt bij deze groep tussen het eerste en tweede achterlijfssegment in. Bij de meeste andere insecten bestaat het achterlijf uit één stuk, en ligt het scharnierpunt tussen het borststuk en het achterlijf in.
Het mesosoma is dus de thorax met het daarmee vergroeide propodeum samen. Om historisch gegroeide redenen wordt het mesosoma van mieren meestal alitrunk genoemd.
Een tweeledig achterlijf komt ook bij andere geleedpotigen voor, zoals bij alle schorpioenen.
De soorten van de enige andere onderorde van de vliesvleugeligen, de zaagwespen (Symphyta), missen een taille en worden in veel talen zaagvliegen genoemd, maar aan vliegen (Diptera) zijn zaagwespen niet verwant.

## Onderverdeling
De onderorde Apocrita bestaan voornamelijk uit parasitaire wespen, met onder andere de ichneumonoïde sluipwespen. Van de ongeveer 100.000 beschreven soorten zijn de meeste typisch wesp-achtig, maar ook alle mieren, bijen en hommels behoren tot de Apocrita.
Onderstaand een indeling van de Apocrita in superfamilies. De indeling in twee secties van parasitaire en angeldragende groepen wordt tegenwoordig steeds meer verlaten.
- Onderorde Apocrita
  - Aculeata (Angeldragers)
    - Superfamilie Apoidea (Bijen, hommels en graafwespen)
      - Familie Ampulicidae (Kakkerlakkendoders)
      - Familie Andrenidae
      - Familie Apidae (Bijen en hommels)
      - Familie Colletidae
      - Familie Crabronidae (Graafwespen)
      - Familie Halictidae
      - Familie Heterogynaidae
      - Familie Megachilidae
      - Familie Melittidae
      - Familie Stenotritidae
      - Familie Sphecidae (Langsteelgraafwespen)

    - Superfamilie Chrysidoidea
      - Familie Bethylidae (Platkopwespen)
      - Familie Chrysididae (Goudwespen)
      - Familie Dryinidae (Tangwespen)
      - Familie Embolemidae (Peerkopwespen)
      - Familie Plumariidae
      - Familie Sclerogibbidae
      - Familie Scolebythidae

    - Superfamilie Formicoidea|[3]
      - Familie Formicidae (Mieren)

    - Superfamilie Pompiloidea[3]
      - Familie Mutillidae (Mierwespen)
      - Familie Myrmosidae
      - Familie Pompilidae (Spinnendoders)
      - Familie Sapygidae

    - Superfamilie Scolioidea[3]
      - Familie Scoliidae

    - Superfamilie Thynnoidea[3]
      - Familie Chyphotidae
      - Familie Thynnidae

    - Superfamilie Tiphioidea[3]
      - Familie Bradynobaenidae
      - Familie Sierolomorphidae
      - Familie Tiphiidae

    - Superfamilie Vespoidea (Wespachtigen)
      - Familie Rhopalosomatidae
      - Familie Vespidae (Plooivleugelwespen)

  - Parasitica
    - Superfamilie Ceraphronoidea
      - Familie Ceraphronidae
      - Familie Megaspilidae

    - Superfamilie Chalcidoidea (Bronswespen)[4]
      - Familie Agaonidae
      - Familie Aphelinidae
      - Familie Chalcididae
      - Familie Encyrtidae
      - Familie Eucharitidae
      - Familie Eulophidae
      - Familie Eupelmidae
      - Familie Eurytomidae
      - Familie Leucospidae
      - Familie Mymaridae
      - Familie Ormyridae
      - Familie Perilampidae
      - Familie Pteromalidae
      - Familie Rotoitidae
      - Familie Signiphoridae
      - Familie Tanaostigmatidae
      - Familie Tetracampidae
      - Familie Torymidae
      - Familie Trichogrammatidae

    - Superfamilie Cynipoidea (Galwespen)
      - Familie Austrocynipidae
      - Familie Cynipidae
      - Familie Figitidae
      - Familie Ibaliidae
      - Familie Liopteridae

    - Superfamilie Diaprioidea
      - Familie Austroniidae
      - Familie Diapriidae
      - Familie Maamingidae
      - Familie Monomachidae

    - Superfamilie Evanioidea
      - Familie Aulacidae
      - Familie Evaniidae
      - Familie Gasteruptiidae

    - Superfamilie Ichneumonoidea
      - Familie Braconidae
      - Familie Ichneumonidae

    - Superfamilie Megalyroidea
      - Familie Megalyridae

    - Superfamilie Mymarommatoidea – soms ook genoemd Serphitoidea
      - Familie Mymarommatidae

    - Superfamilie Platygastroidea
      - Familie Platygastridae
      - Familie Scelionidae

    - Superfamilie Proctotrupoidea
      - Familie Heloridae
      - Familie Pelecinidae
      - Familie Peradeniidae
      - Familie Proctorenyxidae
      - Familie Proctotrupidae
      - Familie Roproniidae
      - Familie Vanhorniidae

    - Superfamilie Stephanoidea
      - Familie Stephanidae

    - Superfamilie Trigonaloidea
      - Familie Trigonalidae